# Марцін Ковальчик
Ма́рцин Кова́льчик (пол. Marcin Kowalczyk, нар. 9 квітня 1985, Верушув) — польський футболіст, фланговий захисник польського клубу «Рух Хожув» та національної збірної Польщі.

## Клубна кар'єра
Вихованець польського футболу. На дорослому рівні почав виступи 2003 року у складі друголігового клубу ЛКС (Лодзь). Протягом 2005—2008 років захищав кольори представника польської Екстракласи ГКС (Белхатув).
Під час одного з тренувальних зброрів белхатувська команда проводила контрольну зустріч з російським клубом «Динамо» (Москва), в якій польській захисник привернув увагу тренерського штабу московської команди. З початку 2008 року приєднався до «Динамо», за результатами свого першого сезону в Росії виборов з командою бронзові медалі чемпіонату країни.
Протягом зимового міжсезоння 2010-11 перейшов на умовах оренди до донецького «Металурга». Навесні 2011 року декілька разів включався до заявки на матчі донецької команди, однак жодного разу на поле не виходив.

## Виступи за збірні
Залучався до складу юнацьких та молодіжних збірних команд Польщі.
2008 року вперше отримав виклик до національної збірної країни, у складі якої дебютував 20 серпня 2008 року у товариській грі проти збірної України.

## Досягнення
- Бронзовий призер чемпіонату Росії: 2008